# Osmo Buller

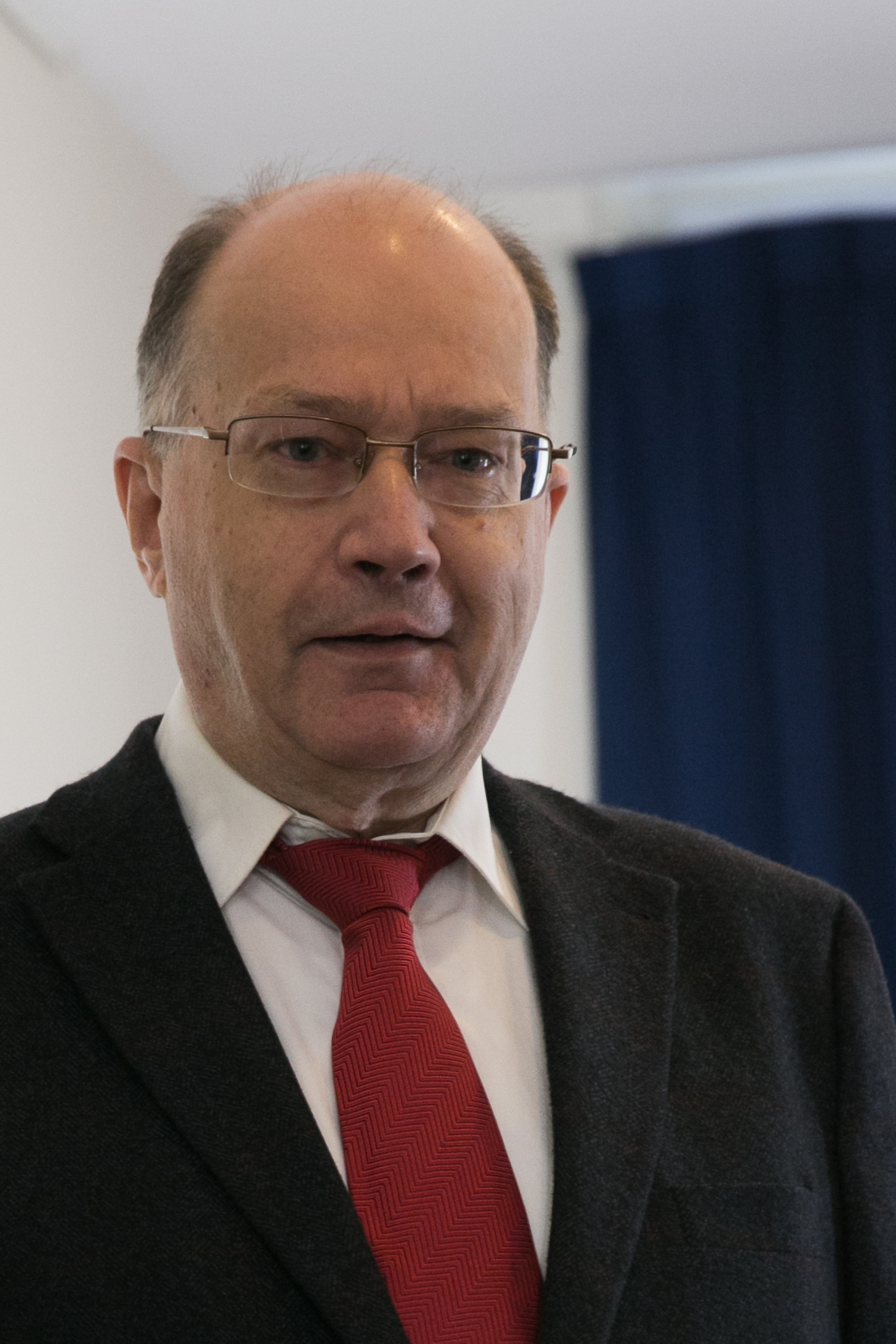
Foto, 2016

Osmo Buller (Taivalkoski, 12 de noviembre de 1950) es un economista, filósofo y esperantista finés. Ha sido director general de la Asociación Universal de Esperanto y fue nombrado esperantista del año en 2001.

## Trayectoria
Estudió economía y filosofía en la Universidad de Oulu, donde estuvo involucrado en el movimiento estudiantil Democracia Popular y trabajó en Oulu Socialist Students (OSO).
Aprendió esperanto entre 1966 y 1978 y fundó un grupo local en Oulu que presidió luego 1983–1985. Participó en 1969 en el Congreso Universal de Esperanto. Fue miembro de la Asociación de Esperanto Finlandesa 1979–1981 y uno de los redactores de su publicación Esperanta Finnlando entre 1979 y 1985.
Ha sido también secretario de distrito de la organización del distrito de Oulu del Partido Comunista de Finlandia y fue candidato en las elecciones parlamentarias de 1979.